# Harappa

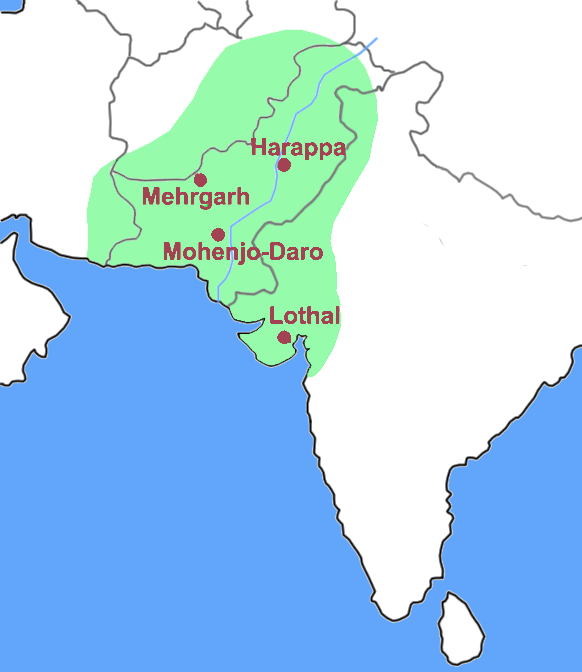
Położenie Harappy w obszarze cywilizacji doliny Indusu

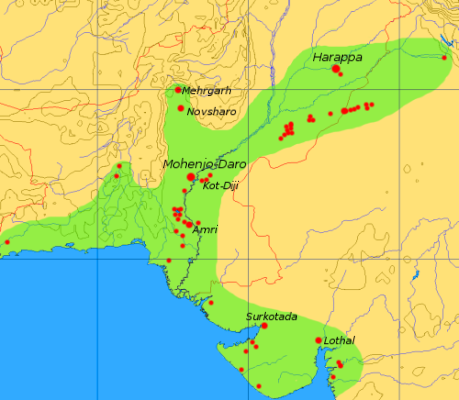
Bardziej szczegółowe położenie Harappy

Harappa – starożytna osada protomiejska na terenie należącym do cywilizacji doliny Indusu, pochodząca z drugiej połowy III tysiąclecia p.n.e. Położona na lewym brzegu rzeki Rawi w Pendżabie, na terenie dzisiejszego Pakistanu. Odkryta w latach 20. XX wieku w czasie badań prowadzonych przez Indyjską Służbę Archeologiczną. Następnie w roku 1946 prowadził tutaj wykopaliska Mortimer Wheeler. Ostatnie wykopaliska były prowadzone przez archeologów pakistańskich i amerykańskich w ostatnich dwóch dekadach XX wieku.

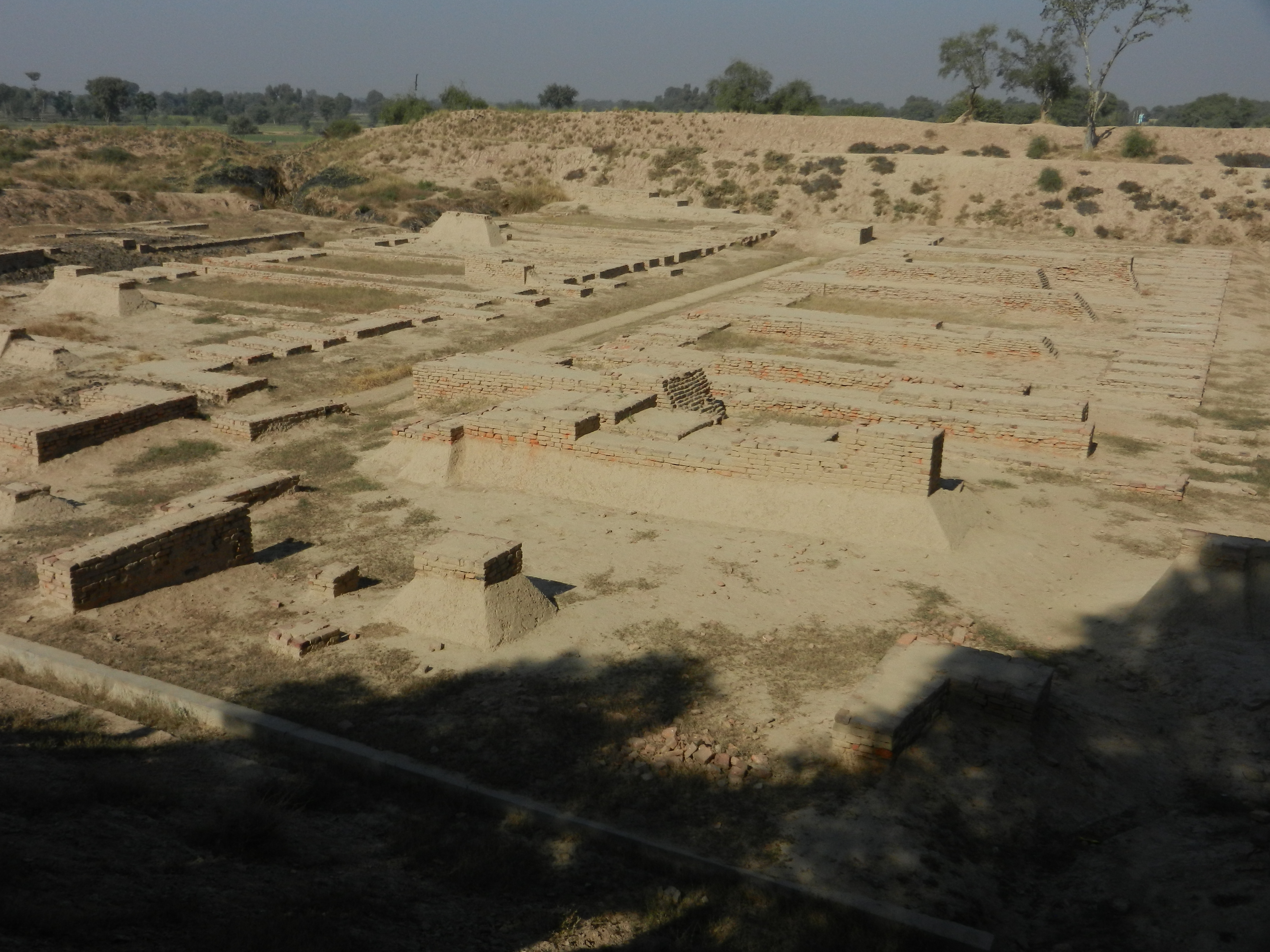
Harappa

Miasto składało się z 3 dzielnic otoczonych murem z cegieł mułowych, spełniającym rolę obronną i ochronną przed powodziami. Głównym obiektem miasta była cytadela położona w zachodniej jego części. Była ona równoległobokiem o wymiarach 400 na 200 metrów. Na terenie cytadeli odkryto platformę o wysokości 6 metrów wykonaną z cegieł, jej przeznaczenie pozostaje zagadką. Miasto posiadało kanalizację i wodociągi oraz budowle z cegły palonej.
Według jednej z teorii zbudowane zostało przez Drawidów.